# Дороничев, Ярослав Сергеевич
Ярослав Сергеевич Дороничев (род. 1 июля 1995, Минеральные Воды, Ставропольский край, Россия) — российский боксёр-профессионал, выступающий в первой тяжёлой и супертяжёлой весовых категориях.
Мастер спорта России международного класса, член сборной России по боксу (2019—н.в.), двукратный чемпион России (2020, 2023), серебряный (2021) и бронзовый (2019) призёр чемпионата России, чемпион Всероссийской Спартакиады (2022), победитель командного Кубка России (2021), чемпион России среди сотрудников МВД (2017), победитель и призёр международных и всероссийских турниров в любителях.
Лучшая позиция по рейтингу BoxRec — 372-я (март 2023) и являлся 11-м среди российских боксёров первой тяжёлой весовой категории, — входя в ТОП-375 лучших боксёров первого тяжёлого веса всего мира.

## Биография
Родился 1 июля 1995 года в городе Минеральные Воды, в Ставропольском крае, в России

## Любительская карьера

### 2017—2019 годы
В 2017 году стал победителем на чемпионате России по боксу среди сотрудников МВД.
В августе 2018 года в Челябинске (Россия) стал победителем на региональном чемпионате Уральского федерального округа в категории свыше 91 кг.
В октябре 2018 года участвовал в весе свыше 91 кг на чемпионате России в Якутске, где он в четвертьфинале проиграл опытному Магомеду Омарову.
А в декабре 2018 года в Ханты-Мансийске (Россия) стал серебряным призёром Кубка мира нефтяных стран, памяти Героя Социалистического Труда Ф. К. Салманова в категории до 91 кг.
В феврале 2019 года в Бишкеке (Кыргызстан) завоевал серебро Международного турнира по боксу в категории до 91 кг.
А в ноябре 2019 года в Самаре завоевал бронзу Чемпионата России в категории свыше 91 кг, в полуфинале проиграв единогласным решением судей действующему чемпиону России Ивану Верясову.

### 2020 год
В феврале 2020 года в Биелина (Босния и Герцеговина) завоевал серебро Еврокубка 2020 в категории до 91 кг организованного Европейской конфедерацией бокса.
В начале декабре 2020 года в Оренбурге стал чемпионом на Чемпионате России в категории свыше 91 кг и вошёл в состав национальной сборной для участия в квалификационном отборочном турнире на Олимпийские игры в Токио. Там он в 1/8 финала единогласным решением судей (5-0) победил Марифата Касымова, в четвертьфинале в конкурентном бою по очкам (4-1) победил Артёма Сусленкова, в полуфинале единогласным решением судей (5-0) победил опытного боксёра имеющего три победы по профессионалам Владимира Иванова, и в финальной схватке единогласным решением судей (5-0) победил Святослава Тетерина.

### 2021 год
В июне 2021 года вместе со сборной командой УФО стал победителем командного Кубка России по боксу прошедшего в Екатеринбурге, в финале единогласным решением судей победив Святослава Тетерина из команды ЦФО.
В начале сентября 2021 года в Кемерово стал серебряным призёром очередного чемпионата России в категории свыше 92 кг. Где в первом раунде соревнований по очкам победил Дениса Губарева, в 1/8 финала победил ввиду неявки на бой своего одноклубника из ХМАО — Югра Александра Дорофеева, в четвертьфинале в конкурентном бою со счётом 3:2 победил опытного волгоградца Максима Бабанина, в полуфинале единогласным решением судей победил Эмина Хатаева, но в финале раздельным решением судей проиграл бой Марку Петровскому.

### 2022 год
В феврале 2022 года участвовал в престижном международном турнире «Странджа» проходившем в Софии (Болгария), но в четвертьфинале единогласным решением судей проиграл узбекскому боксёру Лазизбеку Муллажонову, — который в итоге стал победителем этого турнира.
В августе 2022 года, в Москве стал победителем в категории до 92 кг Всероссийской Спартакиады между субъектами РФ по летним видам спорта среди сильнейших спортсменов, где он в четвертьфинале единогласным решением судей победил Эльбруса Акперова, затем в полуфинале единогласным решением судей победил опытного Андрея Стоцкого из Челябинской области, и в финале единогласным решением судей победил Рамазана Дадаева из Владимирской области.
В начале октября 2022 года в Чите он успешно стартовал на чемпионате России в категории до 92 кг, где в 1/16 финала соревнований по очкам единогласным решением судей (5:0) опять победил бывшего чемпиона России Андрея Стоцкого, но в четвертьфинале по очкам (0:5) проиграл Алексею Зобнину.

### 2023—2024 годы
В августе 2023 года в Хабаровске стал чемпионом России в категории свыше 92 кг. Где он в 1/8 финала соревнований по очкам (5:0) победил Набиюлаха Гаджиева, в четвертьфинале по очкам (5:0) победил Александра Дорофеева, в полуфинале по очкам (4:0) он победил молодого гиганта из Москвы Евгения Землякова, и в финале победил Светослава Тетерина.
В октябре 2023 года, в Будве (Черногория) участвовал в Кубке Европы EUBC Cup 2023, где он в четвертьфинале раздельным решением судей со счётом 1:4 проиграл австрийцу Ахмеду Хагагу, — который в итоге стал бронзовым призёром этого турнира.
В апреле 2024 года, в Белграде (Сербия) участвовал на чемпионате Европы, где он в 1/8 финала по очкам со счётом 4:1 победил опытного француза Джамили-Дини Абуду, но в четвертьфинале раздельным решением судей со счётом 2:5 проиграл испанцу Айюбу Гадфа Дрисси.

## Профессиональная карьера
11 декабря 2021 года состоялся его дебют на профессиональном ринге в Екатеринбурге, в 1-м тяжёлом весе, когда он единогласным решением судей (счёт: 60-54 — трижды) в 6-раундовом бою победил опытного соотечественника Александра Зубкова (5-3).
В июле 2022 года в составе команды «Кама» стал победителем коммерческого командного всероссийского турнира «Матч ТВ Кубок Победы» организованным телеканалом «Матч ТВ» с призовым фондом в 20 млн. рублей, суперфинал которого прошёл в Серпухове. Этот турнир прошёл по полупрофессиональным правилам: проходили 4-х раундовые бои по профессиональным правилам, но в мягких любительских боксёрских перчатках. Дороничев выступал в весе до 92 кг, где он в частности, в суперфинале единогласным решением судей победил Игоря Фёдорова (Санкт-Петербург) и принёс команде «Кама» итоговую победу в противостоянии с командой «Ленинград» в рамках суперфинала «Матч ТВ Кубок Победы».

## Статистика профессиональных боёв
В таблице перечислены результаты всех поединков боксёров.
В каждой строке указан результат поединка. Дополнительно номер поединка обозначен цветом, который обозначает итог поединка. Расшифровка обозначений и цветов представлена в нижеследующей таблице.
| Пример | Расшифровка                     |
| ------ | ------------------------------- |
|        | Победа                          |
|        | Ничья                           |
|        | Поражение                       |
|        | Планируемый поединок            |
|        | Поединок признан несостоявшимся |
| КО     | Нокаут                          |
| ТКО    | Технический нокаут              |
| PTS    | Решение судей (по очкам)        |
| UD     | Единогласное решение судей      |
| MD     | Решение большинства судей       |
| SD     | Раздельное решение судей        |
| RTD    | Отказ от продолжения боя        |
| DQ     | Дисквалификация                 |
| NC     | Поединок признан несостоявшимся |

| 2 поединка, 1 победа (0 нокаутом), 1 поражение. | 2 поединка, 1 победа (0 нокаутом), 1 поражение. | 2 поединка, 1 победа (0 нокаутом), 1 поражение. | 2 поединка, 1 победа (0 нокаутом), 1 поражение. | 2 поединка, 1 победа (0 нокаутом), 1 поражение.          | 2 поединка, 1 победа (0 нокаутом), 1 поражение. | 2 поединка, 1 победа (0 нокаутом), 1 поражение.       |
| Бой                                             | Рекорд                                          | Дата боя                                        | Соперник                                        | Место проведения боя                                     | Раундов, время                                  | Дополнительно                                         |
| ----------------------------------------------- | ----------------------------------------------- | ----------------------------------------------- | ----------------------------------------------- | -------------------------------------------------------- | ----------------------------------------------- | ----------------------------------------------------- |
| 2                                               | 1-1                                             | 9 июля 2022                                     | Игорь Вильчицкий (5-4)                          | КРК «Уралец», Екатеринбург, Свердловская область, Россия | SD 6 (6)                                        | Счёт: 58-55, 56-57, 55-58.                            |
| 1                                               | 1-0                                             | 11 декабря 2021                                 | Александр Зубков (5-3)                          | КРК «Уралец», Екатеринбург, Свердловская область, Россия | UD 6 (6)                                        | Счёт: 60-54 (трижды). Дебют в профессиональном боксе. |

## Спортивные результаты
- Чемпионат России по боксу 2019 года — ;
- Чемпионат России по боксу 2020 года — ;
- Чемпионат России по боксу 2021 года — ;
- Командный Кубок России по боксу 2021 года — ;
- Чемпионат России среди сотрудников МВД 2017 года — ;
- Всероссийская спартакиада 2022 года — .
- Чемпионат России по боксу 2023 — ;
- Чемпионат России по боксу 2024 — ;